# Partiaga
Partiaga là một tổng thuộc  Tapoa (tỉnh) ở phía đông Burkina Faso. Thủ phủ là thị xã Partiaga. Dân số năm 2006 là 50.303 người.

## Các thị xã và làng xã
Bambambou, Bomonti, Dahangou, Doubtchari, Fatouti, Gangalinti, Kalbouli, Kankandi, Kodjini, Kouakouli, Lopadi, Mardaga, Nadiabonli, Niamanga, Popomou, Samtangou, Sebouga và Tatiangou.